# Mälik Myrsalin

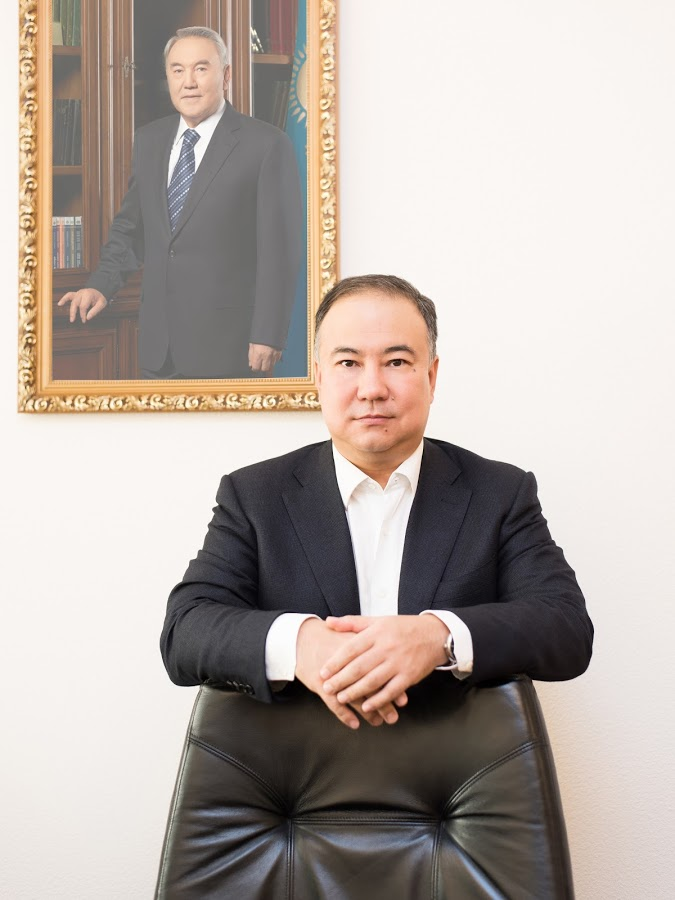
Mälik Myrsalin (2016)

Mälik Kengesbajuly Myrsalin (kasachisch Мәлік Кеңесбайұлы Мырзалин Mälık Keñesbaiūly Myrzalin, russisch Малик Кенесбаевич Мурзалин; * 31. Oktober 1971 in Aktjubinsk, Kasachische SSR) ist ein kasachischer Politiker.

## Leben
Mälik Myrsalin wurde 1971 in Aktjubinsk geboren. Er schloss 1996 das Staatliche Institut für Internationale Beziehungen in Moskau ab. 2006 absolvierte er die Yale School of Management an der Yale University in den Vereinigten Staaten.
Er begann seine Karriere 1996 an der kasachischen Botschaft in Russland, wo er verschiedene Positionen durchlief. Zwischen 2004 und 2006 war er in der Verwaltung des Äkim (Gouverneur) von Nordkasachstan tätig und von 2006 bis 2007 war er stellvertretender Äkim von Nordkasachstan. Bis November 2008 bekleidete er dann die Position des ersten stellvertretenden Äkim Nordkasachstans. Anschließend war er bis Dezember 2009 stellvertretender Leiter des Zentralbüros der Partei Nur Otan. 2010 war er kurzzeitig Berater des Präsidenten der kasachischen Eisenbahngesellschaft Kasachstan Temir Scholy, bevor er ab Mai 2010 Leiter der Präsidialverwaltung Kasachstans wurde. Seit August 2011 war er bei der Agentur der Republik Kasachstan für religiöse Angelegenheiten beschäftigt. Ab Juli 2013 war er stellvertretender Leiter der Präsidialverwaltung und von Januar bis März 2017 erster stellvertretender Leiter der Präsidialverwaltung Kasachstans. Am 14. März 2017 wurde er zum Äkim (Gouverneur) des Gebietes Aqmola ernannt.
Seit dem 19. März 2019 war er stellvertretender Leiter der kasachischen Präsidialverwaltung. Am 9. Dezember 2022 wurde Myrsalin zum kasachischen Botschafter in Georgien ernannt.

## Familie
Er ist verheiratet mit Schanar Myrsalin. Die beiden haben drei Kinder, eine Tochter und zwei Söhne.